# Lista di asteroidi (185001-186000)
Di seguito una lista di asteroidi dal numero 185001 al 186000 con data di scoperta e scopritore.

## 185001-185100
| Nome                   | Designazione provvisoria | Data di scoperta  | Scopritore           |
| ---------------------- | ------------------------ | ----------------- | -------------------- |
| 185001 -               | 2006 PT6                 | 12 agosto 2006    | NEAT                 |
| 185002 -               | 2006 PB7                 | 12 agosto 2006    | NEAT                 |
| 185003 -               | 2006 PC9                 | 13 agosto 2006    | NEAT                 |
| 185004 -               | 2006 PD9                 | 13 agosto 2006    | NEAT                 |
| 185005 -               | 2006 PJ9                 | 13 agosto 2006    | NEAT                 |
| 185006 -               | 2006 PD12                | 13 agosto 2006    | NEAT                 |
| 185007 -               | 2006 PV16                | 15 agosto 2006    | NEAT                 |
| 185008 -               | 2006 PE27                | 15 agosto 2006    | NEAT                 |
| 185009 -               | 2006 PO30                | 12 agosto 2006    | NEAT                 |
| 185010 -               | 2006 PR31                | 14 agosto 2006    | Siding Spring Survey |
| 185011 -               | 2006 PM38                | 14 agosto 2006    | NEAT                 |
| 185012 -               | 2006 QJ3                 | 17 agosto 2006    | NEAT                 |
| 185013 -               | 2006 QQ8                 | 19 agosto 2006    | Spacewatch           |
| 185014 -               | 2006 QT17                | 17 agosto 2006    | NEAT                 |
| 185015 -               | 2006 QS21                | 19 agosto 2006    | LONEOS               |
| 185016 -               | 2006 QN25                | 18 agosto 2006    | Spacewatch           |
| 185017 -               | 2006 QU27                | 20 agosto 2006    | NEAT                 |
| 185018 -               | 2006 QY28                | 21 agosto 2006    | Spacewatch           |
| 185019 -               | 2006 QP29                | 17 agosto 2006    | NEAT                 |
| 185020 Pratte          | 2006 QV33                | 23 agosto 2006    | Holmes, R.           |
| 185021 -               | 2006 QB38                | 16 agosto 2006    | Siding Spring Survey |
| 185022 -               | 2006 QY38                | 18 agosto 2006    | LONEOS               |
| 185023 -               | 2006 QV56                | 24 agosto 2006    | LINEAR               |
| 185024 -               | 2006 QT59                | 19 agosto 2006    | NEAT                 |
| 185025 -               | 2006 QF61                | 21 agosto 2006    | LINEAR               |
| 185026 -               | 2006 QV63                | 24 agosto 2006    | NEAT                 |
| 185027 -               | 2006 QP64                | 27 agosto 2006    | Spacewatch           |
| 185028 -               | 2006 QL68                | 21 agosto 2006    | Spacewatch           |
| 185029 -               | 2006 QG78                | 22 agosto 2006    | NEAT                 |
| 185030 -               | 2006 QW83                | 27 agosto 2006    | Spacewatch           |
| 185031 -               | 2006 QE87                | 27 agosto 2006    | Spacewatch           |
| 185032 -               | 2006 QX93                | 16 agosto 2006    | NEAT                 |
| 185033 -               | 2006 QZ115               | 27 agosto 2006    | LONEOS               |
| 185034 -               | 2006 QO118               | 27 agosto 2006    | LONEOS               |
| 185035 -               | 2006 QV119               | 28 agosto 2006    | CSS                  |
| 185036 -               | 2006 QX119               | 28 agosto 2006    | CSS                  |
| 185037 -               | 2006 QJ123               | 29 agosto 2006    | CSS                  |
| 185038 -               | 2006 QU123               | 29 agosto 2006    | LONEOS               |
| 185039 Alessiapossenti | 2006 QG137               | 30 agosto 2006    | Casulli, V. S.       |
| 185040 -               | 2006 QS137               | 29 agosto 2006    | LONEOS               |
| 185041 -               | 2006 QR144               | 21 agosto 2006    | LINEAR               |
| 185042 -               | 2006 QF147               | 18 agosto 2006    | Spacewatch           |
| 185043 -               | 2006 QA153               | 19 agosto 2006    | Spacewatch           |
| 185044 -               | 2006 QW156               | 19 agosto 2006    | Spacewatch           |
| 185045 -               | 2006 QT168               | 30 agosto 2006    | LONEOS               |
| 185046 -               | 2006 RH4                 | 12 settembre 2006 | CSS                  |
| 185047 -               | 2006 RQ4                 | 12 settembre 2006 | CSS                  |
| 185048 -               | 2006 RS4                 | 12 settembre 2006 | CSS                  |
| 185049 -               | 2006 RT4                 | 12 settembre 2006 | CSS                  |
| 185050 -               | 2006 RL6                 | 14 settembre 2006 | CSS                  |
| 185051 -               | 2006 RV7                 | 12 settembre 2006 | CSS                  |
| 185052 -               | 2006 RH9                 | 12 settembre 2006 | CSS                  |
| 185053 -               | 2006 RU17                | 14 settembre 2006 | NEAT                 |
| 185054 -               | 2006 RA19                | 14 settembre 2006 | Spacewatch           |
| 185055 -               | 2006 RP19                | 14 settembre 2006 | CSS                  |
| 185056 -               | 2006 RA22                | 15 settembre 2006 | CSS                  |
| 185057 -               | 2006 RH22                | 15 settembre 2006 | NEAT                 |
| 185058 -               | 2006 RL23                | 12 settembre 2006 | CSS                  |
| 185059 -               | 2006 RY24                | 14 settembre 2006 | Spacewatch           |
| 185060 -               | 2006 RW27                | 14 settembre 2006 | NEAT                 |
| 185061 -               | 2006 RB28                | 14 settembre 2006 | Spacewatch           |
| 185062 -               | 2006 RL30                | 15 settembre 2006 | Spacewatch           |
| 185063 -               | 2006 RF31                | 15 settembre 2006 | Spacewatch           |
| 185064 -               | 2006 RJ32                | 15 settembre 2006 | Spacewatch           |
| 185065 -               | 2006 RO37                | 12 settembre 2006 | CSS                  |
| 185066 -               | 2006 RT43                | 14 settembre 2006 | Spacewatch           |
| 185067 -               | 2006 RW43                | 14 settembre 2006 | Spacewatch           |
| 185068 -               | 2006 RJ44                | 14 settembre 2006 | Spacewatch           |
| 185069 -               | 2006 RQ45                | 14 settembre 2006 | Spacewatch           |
| 185070 -               | 2006 RR50                | 14 settembre 2006 | Spacewatch           |
| 185071 -               | 2006 RM55                | 14 settembre 2006 | Spacewatch           |
| 185072 -               | 2006 RV57                | 15 settembre 2006 | Spacewatch           |
| 185073 -               | 2006 RG59                | 15 settembre 2006 | Spacewatch           |
| 185074 -               | 2006 RE60                | 15 settembre 2006 | Spacewatch           |
| 185075 -               | 2006 RB62                | 12 settembre 2006 | CSS                  |
| 185076 -               | 2006 RZ69                | 15 settembre 2006 | Spacewatch           |
| 185077 -               | 2006 RL71                | 15 settembre 2006 | Spacewatch           |
| 185078 -               | 2006 RH72                | 15 settembre 2006 | Spacewatch           |
| 185079 -               | 2006 RM72                | 15 settembre 2006 | Spacewatch           |
| 185080 -               | 2006 RJ73                | 15 settembre 2006 | Spacewatch           |
| 185081 -               | 2006 RT73                | 15 settembre 2006 | Spacewatch           |
| 185082 -               | 2006 RN74                | 15 settembre 2006 | Spacewatch           |
| 185083 -               | 2006 RU78                | 15 settembre 2006 | Spacewatch           |
| 185084 -               | 2006 RR87                | 15 settembre 2006 | Spacewatch           |
| 185085 -               | 2006 RG92                | 15 settembre 2006 | Spacewatch           |
| 185086 -               | 2006 RP92                | 15 settembre 2006 | Spacewatch           |
| 185087 -               | 2006 RA93                | 15 settembre 2006 | Spacewatch           |
| 185088 -               | 2006 RD93                | 15 settembre 2006 | Spacewatch           |
| 185089 -               | 2006 RF93                | 15 settembre 2006 | Spacewatch           |
| 185090 -               | 2006 RQ97                | 15 settembre 2006 | Spacewatch           |
| 185091 -               | 2006 RG99                | 15 settembre 2006 | Spacewatch           |
| 185092 -               | 2006 RS99                | 12 settembre 2006 | CSS                  |
| 185093 -               | 2006 RV104               | 14 settembre 2006 | Spacewatch           |
| 185094 -               | 2006 RD105               | 14 settembre 2006 | Spacewatch           |
| 185095 -               | 2006 SS5                 | 16 settembre 2006 | NEAT                 |
| 185096 -               | 2006 ST5                 | 16 settembre 2006 | NEAT                 |
| 185097 -               | 2006 SB11                | 16 settembre 2006 | CSS                  |
| 185098 -               | 2006 SJ13                | 17 settembre 2006 | LINEAR               |
| 185099 -               | 2006 SK13                | 17 settembre 2006 | LINEAR               |
| 185100 -               | 2006 SY16                | 17 settembre 2006 | Spacewatch           |

## 185101-185200
| Nome                | Designazione provvisoria | Data di scoperta  | Scopritore              |
| ------------------- | ------------------------ | ----------------- | ----------------------- |
| 185101 Balearicuni  | 2006 SX19                | 19 settembre 2006 | OAM                     |
| 185102 -            | 2006 SE20                | 16 settembre 2006 | CSS                     |
| 185103 -            | 2006 SV20                | 16 settembre 2006 | LONEOS                  |
| 185104 -            | 2006 SJ21                | 16 settembre 2006 | LONEOS                  |
| 185105 -            | 2006 SV23                | 18 settembre 2006 | CSS                     |
| 185106 -            | 2006 SN27                | 16 settembre 2006 | LONEOS                  |
| 185107 -            | 2006 SA34                | 17 settembre 2006 | CSS                     |
| 185108 -            | 2006 SM37                | 17 settembre 2006 | Spacewatch              |
| 185109 -            | 2006 SS45                | 18 settembre 2006 | CSS                     |
| 185110 -            | 2006 SV46                | 19 settembre 2006 | CSS                     |
| 185111 -            | 2006 SK47                | 19 settembre 2006 | Spacewatch              |
| 185112 -            | 2006 SK48                | 19 settembre 2006 | Spacewatch              |
| 185113 -            | 2006 SP48                | 16 settembre 2006 | CSS                     |
| 185114 -            | 2006 SB49                | 18 settembre 2006 | Spacewatch              |
| 185115 -            | 2006 SV50                | 17 settembre 2006 | LONEOS                  |
| 185116 -            | 2006 SO54                | 18 settembre 2006 | CSS                     |
| 185117 -            | 2006 SP54                | 18 settembre 2006 | CSS                     |
| 185118 -            | 2006 SC55                | 18 settembre 2006 | CSS                     |
| 185119 -            | 2006 SH57                | 17 settembre 2006 | Spacewatch              |
| 185120 -            | 2006 SD63                | 18 settembre 2006 | LONEOS                  |
| 185121 -            | 2006 SK63                | 20 settembre 2006 | NEAT                    |
| 185122 -            | 2006 SB69                | 19 settembre 2006 | Spacewatch              |
| 185123 -            | 2006 SQ70                | 19 settembre 2006 | Spacewatch              |
| 185124 -            | 2006 SZ70                | 19 settembre 2006 | Spacewatch              |
| 185125 -            | 2006 ST73                | 19 settembre 2006 | Spacewatch              |
| 185126 -            | 2006 SZ74                | 19 settembre 2006 | Spacewatch              |
| 185127 -            | 2006 SY88                | 18 settembre 2006 | Spacewatch              |
| 185128 -            | 2006 SB93                | 18 settembre 2006 | Spacewatch              |
| 185129 -            | 2006 SF94                | 18 settembre 2006 | Spacewatch              |
| 185130 -            | 2006 SH96                | 18 settembre 2006 | Spacewatch              |
| 185131 -            | 2006 SM101               | 19 settembre 2006 | CSS                     |
| 185132 -            | 2006 SV104               | 19 settembre 2006 | Spacewatch              |
| 185133 -            | 2006 SY110               | 21 settembre 2006 | Tucker, R. A.           |
| 185134 -            | 2006 SF112               | 22 settembre 2006 | LONEOS                  |
| 185135 -            | 2006 SP120               | 18 settembre 2006 | CSS                     |
| 185136 -            | 2006 ST120               | 18 settembre 2006 | CSS                     |
| 185137 -            | 2006 SG121               | 18 settembre 2006 | CSS                     |
| 185138 -            | 2006 SE123               | 19 settembre 2006 | CSS                     |
| 185139 -            | 2006 SS127               | 25 settembre 2006 | Spacewatch              |
| 185140 -            | 2006 SE129               | 17 settembre 2006 | LONEOS                  |
| 185141 -            | 2006 SS130               | 18 settembre 2006 | Calvin College          |
| 185142 -            | 2006 SE132               | 16 settembre 2006 | CSS                     |
| 185143 -            | 2006 SJ138               | 20 settembre 2006 | LONEOS                  |
| 185144 -            | 2006 SY149               | 19 settembre 2006 | Spacewatch              |
| 185145 -            | 2006 SD155               | 22 settembre 2006 | LINEAR                  |
| 185146 -            | 2006 SS157               | 23 settembre 2006 | Spacewatch              |
| 185147 -            | 2006 SN159               | 23 settembre 2006 | Spacewatch              |
| 185148 -            | 2006 SJ160               | 23 settembre 2006 | Spacewatch              |
| 185149 -            | 2006 SX160               | 23 settembre 2006 | Spacewatch              |
| 185150 Panevezys    | 2006 SP161               | 23 settembre 2006 | Cernis, K.              |
| 185151 -            | 2006 SC189               | 26 settembre 2006 | Spacewatch              |
| 185152 -            | 2006 SK192               | 26 settembre 2006 | Mount Lemmon Survey     |
| 185153 -            | 2006 SP192               | 26 settembre 2006 | Mount Lemmon Survey     |
| 185154 -            | 2006 SJ195               | 26 settembre 2006 | Spacewatch              |
| 185155 -            | 2006 SA198               | 27 settembre 2006 | Tucker, R. A.           |
| 185156 -            | 2006 SN200               | 24 settembre 2006 | Spacewatch              |
| 185157 -            | 2006 SY203               | 25 settembre 2006 | Spacewatch              |
| 185158 -            | 2006 SC206               | 25 settembre 2006 | Spacewatch              |
| 185159 -            | 2006 SC212               | 26 settembre 2006 | Mount Lemmon Survey     |
| 185160 -            | 2006 SY212               | 26 settembre 2006 | Spacewatch              |
| 185161 -            | 2006 SY214               | 27 settembre 2006 | Spacewatch              |
| 185162 -            | 2006 SD215               | 27 settembre 2006 | Spacewatch              |
| 185163 -            | 2006 SG216               | 27 settembre 2006 | Spacewatch              |
| 185164 Ingeburgherz | 2006 SL218               | 27 settembre 2006 | OAM                     |
| 185165 -            | 2006 SK219               | 23 settembre 2006 | Spacewatch              |
| 185166 -            | 2006 SA224               | 25 settembre 2006 | Mount Lemmon Survey     |
| 185167 -            | 2006 SP246               | 26 settembre 2006 | Mount Lemmon Survey     |
| 185168 -            | 2006 SB252               | 26 settembre 2006 | Spacewatch              |
| 185169 -            | 2006 SG264               | 26 settembre 2006 | Spacewatch              |
| 185170 -            | 2006 SY279               | 28 settembre 2006 | CSS                     |
| 185171 -            | 2006 SK280               | 29 settembre 2006 | LONEOS                  |
| 185172 -            | 2006 SP282               | 25 settembre 2006 | LONEOS                  |
| 185173 -            | 2006 SY283               | 26 settembre 2006 | CSS                     |
| 185174 -            | 2006 SG284               | 27 settembre 2006 | LONEOS                  |
| 185175 -            | 2006 SB285               | 29 settembre 2006 | LONEOS                  |
| 185176 -            | 2006 SX291               | 21 settembre 2006 | CSS                     |
| 185177 -            | 2006 SK303               | 27 settembre 2006 | Spacewatch              |
| 185178 -            | 2006 SP328               | 27 settembre 2006 | Spacewatch              |
| 185179 -            | 2006 SG332               | 28 settembre 2006 | Mount Lemmon Survey     |
| 185180 -            | 2006 SQ341               | 28 settembre 2006 | Mount Lemmon Survey     |
| 185181 -            | 2006 SD344               | 28 settembre 2006 | Spacewatch              |
| 185182 -            | 2006 SY344               | 28 settembre 2006 | Spacewatch              |
| 185183 -            | 2006 SP345               | 28 settembre 2006 | Spacewatch              |
| 185184 -            | 2006 SQ353               | 30 settembre 2006 | CSS                     |
| 185185 -            | 2006 SF357               | 30 settembre 2006 | CSS                     |
| 185186 -            | 2006 SV359               | 30 settembre 2006 | CSS                     |
| 185187 -            | 2006 SN391               | 18 settembre 2006 | CSS                     |
| 185188 -            | 2006 SM392               | 25 settembre 2006 | Spacewatch              |
| 185189 -            | 2006 SA393               | 27 settembre 2006 | Mount Lemmon Survey     |
| 185190 -            | 2006 SA395               | 30 settembre 2006 | CSS                     |
| 185191 -            | 2006 TB1                 | 3 ottobre 2006    | Mount Lemmon Survey     |
| 185192 -            | 2006 TV1                 | 1 ottobre 2006    | Spacewatch              |
| 185193 -            | 2006 TW3                 | 2 ottobre 2006    | Spacewatch              |
| 185194 -            | 2006 TY4                 | 2 ottobre 2006    | Mount Lemmon Survey     |
| 185195 -            | 2006 TX5                 | 2 ottobre 2006    | Mount Lemmon Survey     |
| 185196 Vámbéry      | 2006 TR10                | 15 ottobre 2006   | Sárneczky, K., Kuli, Z. |
| 185197 -            | 2006 TP13                | 10 ottobre 2006   | NEAT                    |
| 185198 -            | 2006 TO23                | 11 ottobre 2006   | Spacewatch              |
| 185199 -            | 2006 TB25                | 12 ottobre 2006   | Spacewatch              |
| 185200 -            | 2006 TV25                | 12 ottobre 2006   | Spacewatch              |

## 185201-185300
| Nome               | Designazione provvisoria | Data di scoperta | Scopritore            |
| ------------------ | ------------------------ | ---------------- | --------------------- |
| 185201 -           | 2006 TX36                | 12 ottobre 2006  | Spacewatch            |
| 185202 -           | 2006 TD39                | 12 ottobre 2006  | Spacewatch            |
| 185203 -           | 2006 TN39                | 12 ottobre 2006  | Spacewatch            |
| 185204 -           | 2006 TM42                | 12 ottobre 2006  | Spacewatch            |
| 185205 -           | 2006 TZ43                | 12 ottobre 2006  | Spacewatch            |
| 185206 -           | 2006 TU44                | 12 ottobre 2006  | Spacewatch            |
| 185207 -           | 2006 TP47                | 12 ottobre 2006  | Spacewatch            |
| 185208 -           | 2006 TU47                | 12 ottobre 2006  | Spacewatch            |
| 185209 -           | 2006 TA48                | 12 ottobre 2006  | Spacewatch            |
| 185210 -           | 2006 TN50                | 12 ottobre 2006  | Spacewatch            |
| 185211 -           | 2006 TQ50                | 12 ottobre 2006  | Spacewatch            |
| 185212 -           | 2006 TB53                | 12 ottobre 2006  | Spacewatch            |
| 185213 -           | 2006 TN53                | 12 ottobre 2006  | Spacewatch            |
| 185214 -           | 2006 TZ54                | 12 ottobre 2006  | NEAT                  |
| 185215 -           | 2006 TP55                | 12 ottobre 2006  | NEAT                  |
| 185216 Gueiren     | 2006 TA57                | 14 ottobre 2006  | Ye, Q.-z., Lin, C. S. |
| 185217 -           | 2006 TS57                | 15 ottobre 2006  | CSS                   |
| 185218 -           | 2006 TO59                | 13 ottobre 2006  | Spacewatch            |
| 185219 -           | 2006 TO61                | 12 ottobre 2006  | Spacewatch            |
| 185220 -           | 2006 TK62                | 9 ottobre 2006   | NEAT                  |
| 185221 -           | 2006 TK66                | 11 ottobre 2006  | NEAT                  |
| 185222 -           | 2006 TU66                | 11 ottobre 2006  | NEAT                  |
| 185223 -           | 2006 TS68                | 11 ottobre 2006  | NEAT                  |
| 185224 -           | 2006 TG70                | 11 ottobre 2006  | Spacewatch            |
| 185225 -           | 2006 TV74                | 11 ottobre 2006  | NEAT                  |
| 185226 -           | 2006 TH76                | 11 ottobre 2006  | NEAT                  |
| 185227 -           | 2006 TN76                | 11 ottobre 2006  | NEAT                  |
| 185228 -           | 2006 TT77                | 12 ottobre 2006  | Spacewatch            |
| 185229 -           | 2006 TS78                | 12 ottobre 2006  | NEAT                  |
| 185230 -           | 2006 TZ90                | 13 ottobre 2006  | Spacewatch            |
| 185231 -           | 2006 TM91                | 13 ottobre 2006  | Spacewatch            |
| 185232 -           | 2006 TX103               | 15 ottobre 2006  | Spacewatch            |
| 185233 -           | 2006 TY109               | 12 ottobre 2006  | Spacewatch            |
| 185234 -           | 2006 TH110               | 13 ottobre 2006  | Spacewatch            |
| 185235 -           | 2006 TA115               | 1 ottobre 2006   | Becker, A. C.         |
| 185236 -           | 2006 TP120               | 12 ottobre 2006  | Becker, A. C.         |
| 185237 -           | 2006 TP121               | 13 ottobre 2006  | Spacewatch            |
| 185238 -           | 2006 UK3                 | 16 ottobre 2006  | CSS                   |
| 185239 -           | 2006 UZ6                 | 16 ottobre 2006  | CSS                   |
| 185240 -           | 2006 UF12                | 17 ottobre 2006  | Mount Lemmon Survey   |
| 185241 -           | 2006 UR15                | 17 ottobre 2006  | Mount Lemmon Survey   |
| 185242 -           | 2006 UQ31                | 16 ottobre 2006  | Spacewatch            |
| 185243 -           | 2006 UJ37                | 16 ottobre 2006  | Spacewatch            |
| 185244 -           | 2006 UK38                | 16 ottobre 2006  | Spacewatch            |
| 185245 -           | 2006 UM45                | 16 ottobre 2006  | Spacewatch            |
| 185246 -           | 2006 UU54                | 17 ottobre 2006  | CSS                   |
| 185247 -           | 2006 UW57                | 18 ottobre 2006  | Spacewatch            |
| 185248 -           | 2006 UZ59                | 19 ottobre 2006  | CSS                   |
| 185249 -           | 2006 UE62                | 17 ottobre 2006  | Mount Lemmon Survey   |
| 185250 Korostyshiv | 2006 UY62                | 17 ottobre 2006  | Andrushivka           |
| 185251 -           | 2006 UZ63                | 20 ottobre 2006  | Spacewatch            |
| 185252 -           | 2006 UT64                | 17 ottobre 2006  | Mount Lemmon Survey   |
| 185253 -           | 2006 UR65                | 16 ottobre 2006  | CSS                   |
| 185254 -           | 2006 UM70                | 16 ottobre 2006  | CSS                   |
| 185255 -           | 2006 UW77                | 17 ottobre 2006  | Spacewatch            |
| 185256 -           | 2006 UX78                | 17 ottobre 2006  | Spacewatch            |
| 185257 -           | 2006 UW88                | 17 ottobre 2006  | Spacewatch            |
| 185258 -           | 2006 US92                | 18 ottobre 2006  | Spacewatch            |
| 185259 -           | 2006 UW92                | 18 ottobre 2006  | Spacewatch            |
| 185260 -           | 2006 UU100               | 18 ottobre 2006  | Spacewatch            |
| 185261 -           | 2006 UC120               | 19 ottobre 2006  | Spacewatch            |
| 185262 -           | 2006 UD124               | 19 ottobre 2006  | Spacewatch            |
| 185263 -           | 2006 UK127               | 19 ottobre 2006  | Spacewatch            |
| 185264 -           | 2006 UC128               | 19 ottobre 2006  | Spacewatch            |
| 185265 -           | 2006 UE128               | 19 ottobre 2006  | NEAT                  |
| 185266 -           | 2006 UZ128               | 19 ottobre 2006  | Spacewatch            |
| 185267 -           | 2006 UZ134               | 19 ottobre 2006  | Spacewatch            |
| 185268 -           | 2006 UP138               | 19 ottobre 2006  | Spacewatch            |
| 185269 -           | 2006 UC142               | 19 ottobre 2006  | Spacewatch            |
| 185270 -           | 2006 UX143               | 19 ottobre 2006  | Spacewatch            |
| 185271 -           | 2006 UA154               | 21 ottobre 2006  | Spacewatch            |
| 185272 -           | 2006 UL159               | 21 ottobre 2006  | Mount Lemmon Survey   |
| 185273 -           | 2006 UO170               | 21 ottobre 2006  | Mount Lemmon Survey   |
| 185274 -           | 2006 UR174               | 19 ottobre 2006  | CSS                   |
| 185275 -           | 2006 UD176               | 16 ottobre 2006  | CSS                   |
| 185276 -           | 2006 UN179               | 16 ottobre 2006  | CSS                   |
| 185277 -           | 2006 UB181               | 16 ottobre 2006  | CSS                   |
| 185278 -           | 2006 UE182               | 16 ottobre 2006  | CSS                   |
| 185279 -           | 2006 UW188               | 19 ottobre 2006  | CSS                   |
| 185280 -           | 2006 UH192               | 19 ottobre 2006  | CSS                   |
| 185281 -           | 2006 UA196               | 20 ottobre 2006  | Spacewatch            |
| 185282 -           | 2006 US198               | 20 ottobre 2006  | Spacewatch            |
| 185283 -           | 2006 UG199               | 20 ottobre 2006  | Spacewatch            |
| 185284 -           | 2006 UJ201               | 21 ottobre 2006  | Spacewatch            |
| 185285 -           | 2006 UX202               | 22 ottobre 2006  | NEAT                  |
| 185286 -           | 2006 UH203               | 22 ottobre 2006  | NEAT                  |
| 185287 -           | 2006 UV204               | 22 ottobre 2006  | NEAT                  |
| 185288 -           | 2006 UW207               | 23 ottobre 2006  | Spacewatch            |
| 185289 -           | 2006 UM215               | 20 ottobre 2006  | Tucker, R. A.         |
| 185290 -           | 2006 UB219               | 16 ottobre 2006  | CSS                   |
| 185291 -           | 2006 UT219               | 16 ottobre 2006  | CSS                   |
| 185292 -           | 2006 UJ226               | 20 ottobre 2006  | Spacewatch            |
| 185293 -           | 2006 UY227               | 20 ottobre 2006  | NEAT                  |
| 185294 -           | 2006 UW237               | 23 ottobre 2006  | Spacewatch            |
| 185295 -           | 2006 UN239               | 23 ottobre 2006  | Spacewatch            |
| 185296 -           | 2006 UO239               | 23 ottobre 2006  | Spacewatch            |
| 185297 -           | 2006 UK252               | 27 ottobre 2006  | Mount Lemmon Survey   |
| 185298 -           | 2006 US256               | 28 ottobre 2006  | Spacewatch            |
| 185299 -           | 2006 UT257               | 28 ottobre 2006  | Mount Lemmon Survey   |
| 185300 -           | 2006 UD261               | 28 ottobre 2006  | LINEAR                |

## 185301-185400
| Nome                | Designazione provvisoria | Data di scoperta | Scopritore            |
| ------------------- | ------------------------ | ---------------- | --------------------- |
| 185301 -            | 2006 UY266               | 27 ottobre 2006  | CSS                   |
| 185302 -            | 2006 UK270               | 27 ottobre 2006  | Spacewatch            |
| 185303 -            | 2006 UB271               | 27 ottobre 2006  | Mount Lemmon Survey   |
| 185304 -            | 2006 UG271               | 27 ottobre 2006  | Spacewatch            |
| 185305 -            | 2006 UA275               | 28 ottobre 2006  | Spacewatch            |
| 185306 -            | 2006 UP276               | 28 ottobre 2006  | Mount Lemmon Survey   |
| 185307 -            | 2006 UA278               | 28 ottobre 2006  | Spacewatch            |
| 185308 -            | 2006 UR286               | 28 ottobre 2006  | Spacewatch            |
| 185309 -            | 2006 UN291               | 27 ottobre 2006  | Rinner, C.            |
| 185310 -            | 2006 UE321               | 19 ottobre 2006  | Buie, M. W.           |
| 185311 -            | 2006 UO324               | 19 ottobre 2006  | Mount Lemmon Survey   |
| 185312 -            | 2006 UV325               | 20 ottobre 2006  | Buie, M. W.           |
| 185313 -            | 2006 UA328               | 17 ottobre 2006  | Spacewatch            |
| 185314 -            | 2006 UO328               | 19 ottobre 2006  | CSS                   |
| 185315 -            | 2006 UV328               | 19 ottobre 2006  | Mount Lemmon Survey   |
| 185316 -            | 2006 UE329               | 21 ottobre 2006  | Spacewatch            |
| 185317 -            | 2006 UL329               | 23 ottobre 2006  | CSS                   |
| 185318 -            | 2006 UW330               | 16 ottobre 2006  | Becker, A. C.         |
| 185319 -            | 2006 UG331               | 16 ottobre 2006  | CSS                   |
| 185320 -            | 2006 UH331               | 16 ottobre 2006  | CSS                   |
| 185321 Kammerlander | 2006 VJ2                 | 10 novembre 2006 | a Casulli, V. S.      |
| 185322 -            | 2006 VF5                 | 10 novembre 2006 | Spacewatch            |
| 185323 -            | 2006 VD6                 | 10 novembre 2006 | Spacewatch            |
| 185324 -            | 2006 VE11                | 11 novembre 2006 | Mount Lemmon Survey   |
| 185325 Anupabhagwat | 2006 VE14                | 14 novembre 2006 | Casulli, V. S.        |
| 185326 -            | 2006 VC17                | 9 novembre 2006  | Spacewatch            |
| 185327 -            | 2006 VP21                | 10 novembre 2006 | Spacewatch            |
| 185328 -            | 2006 VS25                | 10 novembre 2006 | Spacewatch            |
| 185329 -            | 2006 VK26                | 10 novembre 2006 | Spacewatch            |
| 185330 -            | 2006 VU26                | 10 novembre 2006 | Spacewatch            |
| 185331 -            | 2006 VG31                | 10 novembre 2006 | Spacewatch            |
| 185332 -            | 2006 VO32                | 11 novembre 2006 | Mount Lemmon Survey   |
| 185333 -            | 2006 VG34                | 11 novembre 2006 | CSS                   |
| 185334 -            | 2006 VU34                | 11 novembre 2006 | CSS                   |
| 185335 -            | 2006 VO35                | 11 novembre 2006 | Mount Lemmon Survey   |
| 185336 -            | 2006 VR35                | 11 novembre 2006 | Mount Lemmon Survey   |
| 185337 -            | 2006 VH37                | 11 novembre 2006 | CSS                   |
| 185338 -            | 2006 VQ37                | 11 novembre 2006 | CSS                   |
| 185339 -            | 2006 VR37                | 11 novembre 2006 | CSS                   |
| 185340 -            | 2006 VT37                | 11 novembre 2006 | NEAT                  |
| 185341 -            | 2006 VB38                | 12 novembre 2006 | CSS                   |
| 185342 -            | 2006 VF44                | 13 novembre 2006 | CSS                   |
| 185343 -            | 2006 VK46                | 9 novembre 2006  | Spacewatch            |
| 185344 -            | 2006 VS48                | 10 novembre 2006 | Spacewatch            |
| 185345 -            | 2006 VW53                | 11 novembre 2006 | Spacewatch            |
| 185346 -            | 2006 VH54                | 11 novembre 2006 | Spacewatch            |
| 185347 -            | 2006 VW55                | 11 novembre 2006 | Spacewatch            |
| 185348 -            | 2006 VM57                | 11 novembre 2006 | Spacewatch            |
| 185349 -            | 2006 VW57                | 11 novembre 2006 | Spacewatch            |
| 185350 -            | 2006 VQ61                | 11 novembre 2006 | Spacewatch            |
| 185351 -            | 2006 VV68                | 11 novembre 2006 | Spacewatch            |
| 185352 -            | 2006 VJ70                | 11 novembre 2006 | Spacewatch            |
| 185353 -            | 2006 VZ71                | 11 novembre 2006 | Mount Lemmon Survey   |
| 185354 -            | 2006 VC74                | 11 novembre 2006 | Spacewatch            |
| 185355 -            | 2006 VK74                | 11 novembre 2006 | Spacewatch            |
| 185356 -            | 2006 VW75                | 11 novembre 2006 | Spacewatch            |
| 185357 -            | 2006 VP78                | 12 novembre 2006 | Mount Lemmon Survey   |
| 185358 -            | 2006 VB83                | 13 novembre 2006 | Spacewatch            |
| 185359 -            | 2006 VG85                | 13 novembre 2006 | Spacewatch            |
| 185360 -            | 2006 VZ88                | 14 novembre 2006 | Tucker, R. A.         |
| 185361 -            | 2006 VX94                | 15 novembre 2006 | Spacewatch            |
| 185362 -            | 2006 VG96                | 10 novembre 2006 | Spacewatch            |
| 185363 -            | 2006 VK96                | 10 novembre 2006 | Spacewatch            |
| 185364 Sunweihsin   | 2006 VQ103               | 12 novembre 2006 | Lin, H.-C., Ye, Q.-z. |
| 185365 -            | 2006 VW107               | 13 novembre 2006 | Spacewatch            |
| 185366 -            | 2006 VM110               | 13 novembre 2006 | Spacewatch            |
| 185367 -            | 2006 VW114               | 14 novembre 2006 | Mount Lemmon Survey   |
| 185368 -            | 2006 VL116               | 14 novembre 2006 | LINEAR                |
| 185369 -            | 2006 VJ117               | 14 novembre 2006 | Spacewatch            |
| 185370 -            | 2006 VJ120               | 14 novembre 2006 | Mount Lemmon Survey   |
| 185371 -            | 2006 VA121               | 14 novembre 2006 | Spacewatch            |
| 185372 -            | 2006 VG129               | 15 novembre 2006 | LINEAR                |
| 185373 -            | 2006 VM129               | 15 novembre 2006 | LINEAR                |
| 185374 -            | 2006 VP129               | 15 novembre 2006 | LINEAR                |
| 185375 -            | 2006 VY130               | 15 novembre 2006 | CSS                   |
| 185376 -            | 2006 VS135               | 15 novembre 2006 | Spacewatch            |
| 185377 -            | 2006 VH137               | 15 novembre 2006 | Spacewatch            |
| 185378 -            | 2006 VS138               | 15 novembre 2006 | Spacewatch            |
| 185379 -            | 2006 VF139               | 15 novembre 2006 | Spacewatch            |
| 185380 -            | 2006 VW142               | 14 novembre 2006 | LINEAR                |
| 185381 -            | 2006 VC143               | 14 novembre 2006 | LINEAR                |
| 185382 -            | 2006 VY154               | 8 novembre 2006  | NEAT                  |
| 185383 -            | 2006 WE2                 | 18 novembre 2006 | Yeung, W. K. Y.       |
| 185384 -            | 2006 WL6                 | 16 novembre 2006 | Spacewatch            |
| 185385 -            | 2006 WR7                 | 16 novembre 2006 | Spacewatch            |
| 185386 -            | 2006 WA13                | 16 novembre 2006 | Mount Lemmon Survey   |
| 185387 -            | 2006 WK24                | 17 novembre 2006 | Mount Lemmon Survey   |
| 185388 -            | 2006 WX37                | 16 novembre 2006 | Spacewatch            |
| 185389 -            | 2006 WJ42                | 16 novembre 2006 | Mount Lemmon Survey   |
| 185390 -            | 2006 WG46                | 16 novembre 2006 | Spacewatch            |
| 185391 -            | 2006 WR46                | 16 novembre 2006 | Spacewatch            |
| 185392 -            | 2006 WP55                | 16 novembre 2006 | Spacewatch            |
| 185393 -            | 2006 WA58                | 17 novembre 2006 | Spacewatch            |
| 185394 -            | 2006 WU60                | 17 novembre 2006 | CSS                   |
| 185395 -            | 2006 WZ70                | 18 novembre 2006 | Spacewatch            |
| 185396 -            | 2006 WX79                | 18 novembre 2006 | Spacewatch            |
| 185397 -            | 2006 WN85                | 18 novembre 2006 | Spacewatch            |
| 185398 -            | 2006 WF92                | 19 novembre 2006 | Spacewatch            |
| 185399 -            | 2006 WL92                | 19 novembre 2006 | Spacewatch            |
| 185400 -            | 2006 WK94                | 19 novembre 2006 | Spacewatch            |

## 185401-185500
| Nome                   | Designazione provvisoria | Data di scoperta  | Scopritore          |
| ---------------------- | ------------------------ | ----------------- | ------------------- |
| 185401 -               | 2006 WG96                | 19 novembre 2006  | CSS                 |
| 185402 -               | 2006 WW108               | 19 novembre 2006  | Spacewatch          |
| 185403 -               | 2006 WV117               | 20 novembre 2006  | Mount Lemmon Survey |
| 185404 -               | 2006 WJ120               | 21 novembre 2006  | LINEAR              |
| 185405 -               | 2006 WQ128               | 26 novembre 2006  | Yeung, W. K. Y.     |
| 185406 -               | 2006 WJ129               | 26 novembre 2006  | Yeung, W. K. Y.     |
| 185407 -               | 2006 WN129               | 23 novembre 2006  | Tucker, R. A.       |
| 185408 -               | 2006 WT131               | 17 novembre 2006  | Mount Lemmon Survey |
| 185409 -               | 2006 WY140               | 20 novembre 2006  | Spacewatch          |
| 185410 -               | 2006 WD147               | 20 novembre 2006  | Spacewatch          |
| 185411 -               | 2006 WY158               | 22 novembre 2006  | LINEAR              |
| 185412 -               | 2006 WN161               | 23 novembre 2006  | Spacewatch          |
| 185413 -               | 2006 WP163               | 23 novembre 2006  | Spacewatch          |
| 185414 -               | 2006 WS163               | 23 novembre 2006  | Spacewatch          |
| 185415 -               | 2006 WL171               | 23 novembre 2006  | Spacewatch          |
| 185416 -               | 2006 WU171               | 23 novembre 2006  | Spacewatch          |
| 185417 -               | 2006 WJ172               | 23 novembre 2006  | Spacewatch          |
| 185418 -               | 2006 WH182               | 24 novembre 2006  | Mount Lemmon Survey |
| 185419 -               | 2006 WU185               | 17 novembre 2006  | NEAT                |
| 185420 -               | 2006 WC191               | 27 novembre 2006  | Spacewatch          |
| 185421 -               | 2006 WL191               | 27 novembre 2006  | Spacewatch          |
| 185422 -               | 2006 WS192               | 27 novembre 2006  | Spacewatch          |
| 185423 -               | 2006 XM                  | 10 dicembre 2006  | Lowe, A.            |
| 185424 -               | 2006 XJ5                 | 2 dicembre 2006   | LINEAR              |
| 185425 -               | 2006 XR7                 | 9 dicembre 2006   | Spacewatch          |
| 185426 -               | 2006 XW7                 | 9 dicembre 2006   | NEAT                |
| 185427 -               | 2006 XX7                 | 9 dicembre 2006   | NEAT                |
| 185428 -               | 2006 XX10                | 9 dicembre 2006   | Spacewatch          |
| 185429 -               | 2006 XS16                | 10 dicembre 2006  | Spacewatch          |
| 185430 -               | 2006 XE22                | 12 dicembre 2006  | Spacewatch          |
| 185431 -               | 2006 XX25                | 12 dicembre 2006  | CSS                 |
| 185432 -               | 2006 XO26                | 12 dicembre 2006  | CSS                 |
| 185433 -               | 2006 XJ27                | 13 dicembre 2006  | Spacewatch          |
| 185434 -               | 2006 XK31                | 13 dicembre 2006  | Eskridge            |
| 185435 -               | 2006 XC33                | 11 dicembre 2006  | Spacewatch          |
| 185436 -               | 2006 XG38                | 11 dicembre 2006  | Spacewatch          |
| 185437 -               | 2006 XB47                | 13 dicembre 2006  | Mount Lemmon Survey |
| 185438 -               | 2006 XW47                | 13 dicembre 2006  | Spacewatch          |
| 185439 -               | 2006 XR49                | 13 dicembre 2006  | Mount Lemmon Survey |
| 185440 -               | 2006 XK52                | 14 dicembre 2006  | LINEAR              |
| 185441 -               | 2006 XE54                | 15 dicembre 2006  | LINEAR              |
| 185442 -               | 2006 XQ54                | 15 dicembre 2006  | LINEAR              |
| 185443 -               | 2006 XG57                | 14 dicembre 2006  | CSS                 |
| 185444 -               | 2006 XB59                | 14 dicembre 2006  | Spacewatch          |
| 185445 -               | 2006 YA2                 | 17 dicembre 2006  | Yeung, W. K. Y.     |
| 185446 -               | 2006 YN6                 | 17 dicembre 2006  | Mount Lemmon Survey |
| 185447 -               | 2006 YT11                | 18 dicembre 2006  | Nyukasa             |
| 185448 Nomentum        | 2006 YK13                | 25 dicembre 2006  | Casulli, V. S.      |
| 185449 -               | 2006 YG26                | 21 dicembre 2006  | Spacewatch          |
| 185450 -               | 2006 YG30                | 21 dicembre 2006  | Spacewatch          |
| 185451 -               | 2006 YS30                | 21 dicembre 2006  | Spacewatch          |
| 185452 -               | 2006 YZ39                | 22 dicembre 2006  | Spacewatch          |
| 185453 -               | 2006 YK41                | 22 dicembre 2006  | Spacewatch          |
| 185454 -               | 2006 YW45                | 21 dicembre 2006  | CSS                 |
| 185455 -               | 2006 YX46                | 22 dicembre 2006  | Spacewatch          |
| 185456 -               | 2007 AT                  | 8 gennaio 2007    | Mount Lemmon Survey |
| 185457 -               | 2007 AN2                 | 8 gennaio 2007    | LINEAR              |
| 185458 -               | 2007 AO6                 | 8 gennaio 2007    | Spacewatch          |
| 185459 -               | 2007 AD8                 | 9 gennaio 2007    | Mount Lemmon Survey |
| 185460 -               | 2007 AG14                | 9 gennaio 2007    | Mount Lemmon Survey |
| 185461 -               | 2007 BK1                 | 16 gennaio 2007   | CSS                 |
| 185462 -               | 2007 BH4                 | 16 gennaio 2007   | CSS                 |
| 185463 -               | 2007 BQ4                 | 16 gennaio 2007   | CSS                 |
| 185464 -               | 2007 BS5                 | 17 gennaio 2007   | CSS                 |
| 185465 -               | 2007 BC18                | 17 gennaio 2007   | NEAT                |
| 185466 -               | 2007 BT35                | 24 gennaio 2007   | Mount Lemmon Survey |
| 185467 -               | 2007 BN37                | 24 gennaio 2007   | Mount Lemmon Survey |
| 185468 -               | 2007 BR42                | 24 gennaio 2007   | CSS                 |
| 185469 -               | 2007 BQ45                | 25 gennaio 2007   | Spacewatch          |
| 185470 -               | 2007 BT45                | 25 gennaio 2007   | LINEAR              |
| 185471 -               | 2007 BV45                | 26 gennaio 2007   | Spacewatch          |
| 185472 -               | 2007 BZ62                | 27 gennaio 2007   | Mount Lemmon Survey |
| 185473 -               | 2007 BE67                | 27 gennaio 2007   | Mount Lemmon Survey |
| 185474 -               | 2007 BR74                | 17 gennaio 2007   | Spacewatch          |
| 185475 -               | 2007 BA75                | 27 gennaio 2007   | Spacewatch          |
| 185476 -               | 2007 CL4                 | 6 febbraio 2007   | Mount Lemmon Survey |
| 185477 -               | 2007 CK6                 | 6 febbraio 2007   | Spacewatch          |
| 185478 -               | 2007 CD7                 | 6 febbraio 2007   | NEAT                |
| 185479 -               | 2007 CN10                | 6 febbraio 2007   | Mount Lemmon Survey |
| 185480 -               | 2007 CX27                | 6 febbraio 2007   | Spacewatch          |
| 185481 -               | 2007 CF34                | 6 febbraio 2007   | Mount Lemmon Survey |
| 185482 -               | 2007 CK38                | 6 febbraio 2007   | Mount Lemmon Survey |
| 185483 -               | 2007 DX5                 | 17 febbraio 2007  | Spacewatch          |
| 185484 Czochralski     | 2007 DB85                | 22 febbraio 2007  | Charleston          |
| 185485 -               | 2007 EL68                | 10 marzo 2007     | Spacewatch          |
| 185486 -               | 2007 EP75                | 10 marzo 2007     | Spacewatch          |
| 185487 -               | 2007 ED139               | 12 marzo 2007     | Spacewatch          |
| 185488 -               | 2007 EF159               | 14 marzo 2007     | Mount Lemmon Survey |
| 185489 -               | 2007 FK33                | 25 marzo 2007     | Mount Lemmon Survey |
| 185490 -               | 2007 GR1                 | 9 aprile 2007     | Bergen-Enkheim      |
| 185491 -               | 2007 GP3                 | 9 aprile 2007     | Spacewatch          |
| 185492 -               | 2007 HA8                 | 18 aprile 2007    | LONEOS              |
| 185493 -               | 2007 PO42                | 13 agosto 2007    | LINEAR              |
| 185494 -               | 2007 RB33                | 5 settembre 2007  | LONEOS              |
| 185495 -               | 2007 RV141               | 13 settembre 2007 | LINEAR              |
| 185496 -               | 2007 RR241               | 13 settembre 2007 | LINEAR              |
| 185497 -               | 2007 RJ260               | 14 settembre 2007 | Mount Lemmon Survey |
| 185498 Majorcastroinst | 2007 SN                  | 17 settembre 2007 | OAM                 |
| 185499 -               | 2007 TV40                | 6 ottobre 2007    | Spacewatch          |
| 185500 -               | 2007 TA54                | 4 ottobre 2007    | Spacewatch          |

## 185501-185600
| Nome                  | Designazione provvisoria | Data di scoperta | Scopritore             |
| --------------------- | ------------------------ | ---------------- | ---------------------- |
| 185501 -              | 2007 TR57                | 4 ottobre 2007   | Spacewatch             |
| 185502 -              | 2007 TF126               | 6 ottobre 2007   | Spacewatch             |
| 185503 -              | 2007 TK165               | 11 ottobre 2007  | LINEAR                 |
| 185504 -              | 2007 TQ230               | 8 ottobre 2007   | Spacewatch             |
| 185505 -              | 2007 TU251               | 12 ottobre 2007  | LONEOS                 |
| 185506 -              | 2007 TJ315               | 12 ottobre 2007  | Spacewatch             |
| 185507 -              | 2007 TE335               | 11 ottobre 2007  | Spacewatch             |
| 185508 -              | 2007 TO335               | 11 ottobre 2007  | Spacewatch             |
| 185509 -              | 2007 TJ361               | 14 ottobre 2007  | Mount Lemmon Survey    |
| 185510 -              | 2007 TA364               | 14 ottobre 2007  | Mount Lemmon Survey    |
| 185511 -              | 2007 TR414               | 15 ottobre 2007  | LUSS                   |
| 185512 -              | 2007 UL                  | 16 ottobre 2007  | Lowe, A.               |
| 185513 -              | 2007 UY46                | 20 ottobre 2007  | CSS                    |
| 185514 -              | 2007 UE79                | 30 ottobre 2007  | Mount Lemmon Survey    |
| 185515 -              | 2007 UW104               | 30 ottobre 2007  | Spacewatch             |
| 185516 -              | 2007 UB116               | 31 ottobre 2007  | Spacewatch             |
| 185517 -              | 2007 VQ28                | 2 novembre 2007  | Spacewatch             |
| 185518 -              | 2007 VG51                | 1 novembre 2007  | Spacewatch             |
| 185519 -              | 2007 VT63                | 1 novembre 2007  | Spacewatch             |
| 185520 -              | 2007 VM65                | 1 novembre 2007  | Spacewatch             |
| 185521 -              | 2007 VA67                | 2 novembre 2007  | Spacewatch             |
| 185522 -              | 2007 VH75                | 3 novembre 2007  | Spacewatch             |
| 185523 -              | 2007 VZ145               | 4 novembre 2007  | Spacewatch             |
| 185524 -              | 2007 VK162               | 5 novembre 2007  | Spacewatch             |
| 185525 -              | 2007 VJ164               | 5 novembre 2007  | Mount Lemmon Survey    |
| 185526 -              | 2007 VT190               | 8 novembre 2007  | Spacewatch             |
| 185527 -              | 2007 VE238               | 13 novembre 2007 | LONEOS                 |
| 185528 -              | 2007 VR243               | 11 novembre 2007 | OAM                    |
| 185529 -              | 2007 WE12                | 17 novembre 2007 | CSS                    |
| 185530 -              | 2007 WT12                | 17 novembre 2007 | Spacewatch             |
| 185531 -              | 2007 WR23                | 18 novembre 2007 | Mount Lemmon Survey    |
| 185532 -              | 2007 WR42                | 18 novembre 2007 | Mount Lemmon Survey    |
| 185533 -              | 2007 WG53                | 17 novembre 2007 | Eskridge               |
| 185534 -              | 2007 WP54                | 19 novembre 2007 | Mount Lemmon Survey    |
| 185535 Gangda         | 2007 WH56                | 28 novembre 2007 | PMO NEO Survey Program |
| 185536 -              | 2007 XS3                 | 3 dicembre 2007  | CSS                    |
| 185537 -              | 2007 XK12                | 4 dicembre 2007  | Spacewatch             |
| 185538 Fangcheng      | 2007 XD28                | 14 dicembre 2007 | PMO NEO Survey Program |
| 185539 -              | 2007 XS28                | 15 dicembre 2007 | Spacewatch             |
| 185540 -              | 2007 XQ32                | 15 dicembre 2007 | Spacewatch             |
| 185541 -              | 2007 XE33                | 15 dicembre 2007 | Spacewatch             |
| 185542 -              | 2007 XM39                | 13 dicembre 2007 | LINEAR                 |
| 185543 -              | 2007 XY39                | 13 dicembre 2007 | LINEAR                 |
| 185544 -              | 2007 YN28                | 18 dicembre 2007 | Mount Lemmon Survey    |
| 185545 -              | 2007 YH31                | 28 dicembre 2007 | Spacewatch             |
| 185546 Yushan         | 2007 YU31                | 28 dicembre 2007 | Ye, Q.-z., Lin, C. S.  |
| 185547 -              | 2007 YS33                | 28 dicembre 2007 | Spacewatch             |
| 185548 -              | 2007 YG45                | 30 dicembre 2007 | Mount Lemmon Survey    |
| 185549 -              | 2007 YX52                | 30 dicembre 2007 | CSS                    |
| 185550 -              | 2007 YP57                | 28 dicembre 2007 | Spacewatch             |
| 185551 -              | 2007 YT58                | 30 dicembre 2007 | CSS                    |
| 185552 -              | 2007 YY58                | 31 dicembre 2007 | CSS                    |
| 185553 -              | 2008 AX4                 | 7 gennaio 2008   | LUSS                   |
| 185554 Bikushev       | 2008 AB5                 | 7 gennaio 2008   | Ye, Q.-z.              |
| 185555 -              | 2008 AP8                 | 10 gennaio 2008  | Spacewatch             |
| 185556 -              | 2008 AY8                 | 10 gennaio 2008  | Spacewatch             |
| 185557 -              | 2008 AF16                | 10 gennaio 2008  | Mount Lemmon Survey    |
| 185558 -              | 2008 AG19                | 10 gennaio 2008  | Mount Lemmon Survey    |
| 185559 -              | 2008 AO22                | 10 gennaio 2008  | Mount Lemmon Survey    |
| 185560 Harrykroto     | 2008 AQ31                | 7 gennaio 2008   | OAM                    |
| 185561 Miquelsiquier  | 2008 AV31                | 12 gennaio 2008  | OAM                    |
| 185562 -              | 2008 AU32                | 13 gennaio 2008  | OAM                    |
| 185563 -              | 2008 AL34                | 10 gennaio 2008  | Spacewatch             |
| 185564 -              | 2008 AO42                | 10 gennaio 2008  | CSS                    |
| 185565 -              | 2008 AR42                | 10 gennaio 2008  | CSS                    |
| 185566 -              | 2008 AY43                | 10 gennaio 2008  | Spacewatch             |
| 185567 -              | 2008 AQ59                | 11 gennaio 2008  | Spacewatch             |
| 185568 -              | 2008 AE71                | 12 gennaio 2008  | Spacewatch             |
| 185569 -              | 2008 AS77                | 12 gennaio 2008  | Spacewatch             |
| 185570 -              | 2008 AA78                | 12 gennaio 2008  | Spacewatch             |
| 185571 -              | 2008 AT98                | 14 gennaio 2008  | Spacewatch             |
| 185572 -              | 2008 AP103               | 15 gennaio 2008  | Mount Lemmon Survey    |
| 185573 -              | 2008 AE106               | 15 gennaio 2008  | Mount Lemmon Survey    |
| 185574 -              | 2008 BV4                 | 16 gennaio 2008  | Spacewatch             |
| 185575 -              | 2008 BF15                | 29 gennaio 2008  | Healy, D.              |
| 185576 Covichi        | 2008 BL15                | 26 gennaio 2008  | Lacruz, J.             |
| 185577 Hhaihao        | 2008 BA16                | 28 gennaio 2008  | LUSS                   |
| 185578 Agustínelcasta | 2008 BJ16                | 28 gennaio 2008  | OAM                    |
| 185579 Jorgejuan      | 2008 BS16                | 29 gennaio 2008  | OAM                    |
| 185580 Andratx        | 2008 BV18                | 29 gennaio 2008  | OAM                    |
| 185581 -              | 2008 BM20                | 30 gennaio 2008  | CSS                    |
| 185582 -              | 2008 BZ20                | 30 gennaio 2008  | Mount Lemmon Survey    |
| 185583 -              | 2008 BG22                | 31 gennaio 2008  | Mount Lemmon Survey    |
| 185584 -              | 2008 BW22                | 31 gennaio 2008  | Mount Lemmon Survey    |
| 185585 -              | 2008 BF23                | 31 gennaio 2008  | Mount Lemmon Survey    |
| 185586 -              | 2008 BJ24                | 30 gennaio 2008  | Spacewatch             |
| 185587 -              | 2008 BR24                | 30 gennaio 2008  | OAM                    |
| 185588 -              | 2008 BH26                | 30 gennaio 2008  | CSS                    |
| 185589 -              | 2008 BS31                | 30 gennaio 2008  | Mount Lemmon Survey    |
| 185590 -              | 2008 BJ33                | 30 gennaio 2008  | Spacewatch             |
| 185591 -              | 2008 BP35                | 30 gennaio 2008  | Spacewatch             |
| 185592 -              | 2008 BR35                | 30 gennaio 2008  | Spacewatch             |
| 185593 -              | 2008 BC41                | 30 gennaio 2008  | CSS                    |
| 185594 -              | 2008 BG42                | 31 gennaio 2008  | CSS                    |
| 185595 -              | 2008 CR2                 | 1 febbraio 2008  | Mount Lemmon Survey    |
| 185596 -              | 2008 CP3                 | 2 febbraio 2008  | Spacewatch             |
| 185597 -              | 2008 CH4                 | 2 febbraio 2008  | Spacewatch             |
| 185598 -              | 2008 CY5                 | 7 febbraio 2008  | Lowe, A.               |
| 185599 -              | 2008 CJ7                 | 2 febbraio 2008  | Spacewatch             |
| 185600 -              | 2008 CT14                | 3 febbraio 2008  | Spacewatch             |

## 185601-185700
| Nome               | Designazione provvisoria | Data di scoperta  | Scopritore                                                |
| ------------------ | ------------------------ | ----------------- | --------------------------------------------------------- |
| 185601 -           | 2008 CC16                | 3 febbraio 2008   | Mount Lemmon Survey                                       |
| 185602 -           | 2008 CF23                | 1 febbraio 2008   | Spacewatch                                                |
| 185603 -           | 2008 CQ23                | 1 febbraio 2008   | Spacewatch                                                |
| 185604 -           | 2008 CX23                | 1 febbraio 2008   | Spacewatch                                                |
| 185605 -           | 2008 CW25                | 1 febbraio 2008   | CSS                                                       |
| 185606 -           | 2008 CH29                | 2 febbraio 2008   | Spacewatch                                                |
| 185607 -           | 2008 CK35                | 2 febbraio 2008   | Spacewatch                                                |
| 185608 -           | 2008 CA38                | 2 febbraio 2008   | Spacewatch                                                |
| 185609 -           | 2008 CT42                | 2 febbraio 2008   | Spacewatch                                                |
| 185610 -           | 2008 CZ44                | 2 febbraio 2008   | Spacewatch                                                |
| 185611 -           | 2008 CK46                | 2 febbraio 2008   | Spacewatch                                                |
| 185612 -           | 2008 CT49                | 6 febbraio 2008   | CSS                                                       |
| 185613 -           | 2008 CE50                | 6 febbraio 2008   | CSS                                                       |
| 185614 -           | 2008 CD61                | 7 febbraio 2008   | Mount Lemmon Survey                                       |
| 185615 -           | 2008 CZ66                | 8 febbraio 2008   | CSS                                                       |
| 185616 -           | 2008 CC72                | 9 febbraio 2008   | CSS                                                       |
| 185617 -           | 2008 CS85                | 7 febbraio 2008   | Mount Lemmon Survey                                       |
| 185618 -           | 2008 CR93                | 8 febbraio 2008   | Mount Lemmon Survey                                       |
| 185619 -           | 2008 CH97                | 9 febbraio 2008   | Spacewatch                                                |
| 185620 -           | 2008 CL120               | 6 febbraio 2008   | CSS                                                       |
| 185621 -           | 2008 CA121               | 6 febbraio 2008   | CSS                                                       |
| 185622 -           | 2008 CH127               | 8 febbraio 2008   | Spacewatch                                                |
| 185623 -           | 2008 CJ135               | 8 febbraio 2008   | Mount Lemmon Survey                                       |
| 185624 -           | 2008 CU163               | 10 febbraio 2008  | CSS                                                       |
| 185625 -           | 2008 CD167               | 11 febbraio 2008  | Mount Lemmon Survey                                       |
| 185626 -           | 2008 CU175               | 6 febbraio 2008   | LINEAR                                                    |
| 185627 -           | 2008 CC178               | 6 febbraio 2008   | CSS                                                       |
| 185628 -           | 2008 CD179               | 6 febbraio 2008   | CSS                                                       |
| 185629 -           | 2008 CY180               | 9 febbraio 2008   | CSS                                                       |
| 185630 -           | 2008 CZ180               | 9 febbraio 2008   | CSS                                                       |
| 185631 -           | 2008 CZ181               | 11 febbraio 2008  | Mount Lemmon Survey                                       |
| 185632 -           | 2008 CS183               | 13 febbraio 2008  | CSS                                                       |
| 185633 Rainbach    | 2008 DO                  | 24 febbraio 2008  | Gierlinger, R.                                            |
| 185634 -           | 2008 DR11                | 26 febbraio 2008  | LONEOS                                                    |
| 185635 -           | 2008 DL27                | 26 febbraio 2008  | LINEAR                                                    |
| 185636 Shiao Lin   | 2008 DV40                | 27 febbraio 2008  | Lin, C.-S., Ye, Q.-z.                                     |
| 185637 -           | 2008 DH54                | 27 febbraio 2008  | CSS                                                       |
| 185638 Erwinschwab | 2008 EU7                 | 1 marzo 2008      | OAM                                                       |
| 185639 Rainerkling | 2008 EH8                 | 2 marzo 2008      | OAM                                                       |
| 185640 Sunyisui    | 2008 EB34                | 1 marzo 2008      | PMO NEO Survey Program                                    |
| 185641 Judd        | 2008 EH69                | 5 marzo 2008      | Young, J. W.                                              |
| 185642 -           | 2008 EV88                | 8 marzo 2008      | Lowe, A.                                                  |
| 185643 -           | 2040 P-L                 | 24 settembre 1960 | van Houten, C. J., van Houten-Groeneveld, I., Gehrels, T. |
| 185644 -           | 4890 P-L                 | 24 settembre 1960 | van Houten, C. J., van Houten-Groeneveld, I., Gehrels, T. |
| 185645 -           | 6733 P-L                 | 24 settembre 1960 | van Houten, C. J., van Houten-Groeneveld, I., Gehrels, T. |
| 185646 -           | 3217 T-2                 | 30 settembre 1973 | van Houten, C. J., van Houten-Groeneveld, I., Gehrels, T. |
| 185647 -           | 4226 T-2                 | 29 settembre 1973 | van Houten, C. J., van Houten-Groeneveld, I., Gehrels, T. |
| 185648 -           | 1067 T-3                 | 17 ottobre 1977   | van Houten, C. J., van Houten-Groeneveld, I., Gehrels, T. |
| 185649 -           | 1802 T-3                 | 17 ottobre 1977   | van Houten, C. J., van Houten-Groeneveld, I., Gehrels, T. |
| 185650 -           | 2608 T-3                 | 16 ottobre 1977   | van Houten, C. J., van Houten-Groeneveld, I., Gehrels, T. |
| 185651 -           | 3043 T-3                 | 16 ottobre 1977   | van Houten, C. J., van Houten-Groeneveld, I., Gehrels, T. |
| 185652 -           | 3199 T-3                 | 16 ottobre 1977   | van Houten, C. J., van Houten-Groeneveld, I., Gehrels, T. |
| 185653 -           | 3442 T-3                 | 16 ottobre 1977   | van Houten, C. J., van Houten-Groeneveld, I., Gehrels, T. |
| 185654 -           | 3980 T-3                 | 16 ottobre 1977   | van Houten, C. J., van Houten-Groeneveld, I., Gehrels, T. |
| 185655 -           | 4368 T-3                 | 16 ottobre 1977   | van Houten, C. J., van Houten-Groeneveld, I., Gehrels, T. |
| 185656 -           | 1981 ET35                | 2 marzo 1981      | Bus, S. J.                                                |
| 185657 -           | 1992 WL6                 | 19 novembre 1992  | Spacewatch                                                |
| 185658 -           | 1993 FG3                 | 24 marzo 1993     | Spacewatch                                                |
| 185659 -           | 1993 FT45                | 19 marzo 1993     | UESAC                                                     |
| 185660 -           | 1993 RE4                 | 15 settembre 1993 | Elst, E. W.                                               |
| 185661 -           | 1993 TY23                | 9 ottobre 1993    | Elst, E. W.                                               |
| 185662 -           | 1994 AG13                | 11 gennaio 1994   | Spacewatch                                                |
| 185663 -           | 1994 EE                  | 4 marzo 1994      | Vagnozzi, A.                                              |
| 185664 -           | 1995 AW1                 | 7 gennaio 1995    | Spacewatch                                                |
| 185665 -           | 1995 CS2                 | 1 febbraio 1995   | Spacewatch                                                |
| 185666 -           | 1995 FT9                 | 26 marzo 1995     | Spacewatch                                                |
| 185667 -           | 1995 FY11                | 27 marzo 1995     | Spacewatch                                                |
| 185668 -           | 1995 MF4                 | 29 giugno 1995    | Spacewatch                                                |
| 185669 -           | 1995 MN6                 | 28 giugno 1995    | Spacewatch                                                |
| 185670 -           | 1995 RS                  | 14 settembre 1995 | AMOS                                                      |
| 185671 -           | 1995 SC20                | 18 settembre 1995 | Spacewatch                                                |
| 185672 -           | 1995 SZ25                | 19 settembre 1995 | Spacewatch                                                |
| 185673 -           | 1995 SD32                | 21 settembre 1995 | Spacewatch                                                |
| 185674 -           | 1995 SM68                | 20 settembre 1995 | Spacewatch                                                |
| 185675 -           | 1995 SN79                | 21 settembre 1995 | Spacewatch                                                |
| 185676 -           | 1995 SN88                | 26 settembre 1995 | Spacewatch                                                |
| 185677 -           | 1995 SB90                | 18 settembre 1995 | Spacewatch                                                |
| 185678 -           | 1995 TN1                 | 14 ottobre 1995   | Beijing Schmidt CCD Asteroid Program                      |
| 185679 -           | 1995 UK36                | 21 ottobre 1995   | Spacewatch                                                |
| 185680 -           | 1995 YC6                 | 16 dicembre 1995  | Spacewatch                                                |
| 185681 -           | 1996 AB13                | 15 gennaio 1996   | Spacewatch                                                |
| 185682 -           | 1996 JR16                | 11 maggio 1996    | Spacewatch                                                |
| 185683 -           | 1996 ML1                 | 16 giugno 1996    | Spacewatch                                                |
| 185684 -           | 1996 RX5                 | 5 settembre 1996  | Spacewatch                                                |
| 185685 -           | 1996 TP27                | 7 ottobre 1996    | Spacewatch                                                |
| 185686 -           | 1996 VY17                | 6 novembre 1996   | Spacewatch                                                |
| 185687 -           | 1996 XP16                | 4 dicembre 1996   | Spacewatch                                                |
| 185688 -           | 1997 CC6                 | 6 febbraio 1997   | Cavagna, M., Testa, A.                                    |
| 185689 -           | 1997 GR7                 | 2 aprile 1997     | LINEAR                                                    |
| 185690 -           | 1997 GB9                 | 3 aprile 1997     | LINEAR                                                    |
| 185691 -           | 1997 GT10                | 3 aprile 1997     | LINEAR                                                    |
| 185692 -           | 1997 GY31                | 15 aprile 1997    | Spacewatch                                                |
| 185693 -           | 1997 HV3                 | 30 aprile 1997    | Spacewatch                                                |
| 185694 -           | 1997 TF16                | 7 ottobre 1997    | Spacewatch                                                |
| 185695 -           | 1997 US12                | 23 ottobre 1997   | Spacewatch                                                |
| 185696 -           | 1997 WJ4                 | 20 novembre 1997  | Spacewatch                                                |
| 185697 -           | 1997 WO9                 | 21 novembre 1997  | Spacewatch                                                |
| 185698 -           | 1998 BT27                | 23 gennaio 1998   | Spacewatch                                                |
| 185699 -           | 1998 BF39                | 29 gennaio 1998   | Spacewatch                                                |
| 185700 -           | 1998 DT6                 | 17 febbraio 1998  | Spacewatch                                                |

## 185701-185800
| Nome                | Designazione provvisoria | Data di scoperta  | Scopritore                           |
| ------------------- | ------------------------ | ----------------- | ------------------------------------ |
| 185701 -            | 1998 FB73                | 29 marzo 1998     | ODAS                                 |
| 185702 -            | 1998 HK3                 | 20 aprile 1998    | LINEAR                               |
| 185703 -            | 1998 KW                  | 20 maggio 1998    | ODAS                                 |
| 185704 -            | 1998 OD8                 | 26 luglio 1998    | Elst, E. W.                          |
| 185705 -            | 1998 QD24                | 17 agosto 1998    | LINEAR                               |
| 185706 -            | 1998 QX69                | 24 agosto 1998    | LINEAR                               |
| 185707 -            | 1998 QU77                | 24 agosto 1998    | LINEAR                               |
| 185708 -            | 1998 QR95                | 19 agosto 1998    | LINEAR                               |
| 185709 -            | 1998 RM14                | 14 settembre 1998 | Spacewatch                           |
| 185710 -            | 1998 RQ25                | 14 settembre 1998 | LINEAR                               |
| 185711 -            | 1998 RB70                | 14 settembre 1998 | LINEAR                               |
| 185712 -            | 1998 RH70                | 14 settembre 1998 | LINEAR                               |
| 185713 -            | 1998 SC3                 | 17 settembre 1998 | ODAS                                 |
| 185714 -            | 1998 SU6                 | 26 settembre 1998 | LINEAR                               |
| 185715 -            | 1998 SJ11                | 17 settembre 1998 | ODAS                                 |
| 185716 -            | 1998 SF35                | 24 settembre 1998 | LINEAR                               |
| 185717 -            | 1998 SB52                | 28 settembre 1998 | Spacewatch                           |
| 185718 -            | 1998 SY64                | 20 settembre 1998 | Elst, E. W.                          |
| 185719 -            | 1998 SV80                | 26 settembre 1998 | LINEAR                               |
| 185720 -            | 1998 SG89                | 26 settembre 1998 | LINEAR                               |
| 185721 -            | 1998 SS92                | 26 settembre 1998 | LINEAR                               |
| 185722 -            | 1998 SF93                | 26 settembre 1998 | LINEAR                               |
| 185723 -            | 1998 SB99                | 26 settembre 1998 | LINEAR                               |
| 185724 -            | 1998 SN101               | 26 settembre 1998 | LINEAR                               |
| 185725 -            | 1998 SZ119               | 26 settembre 1998 | LINEAR                               |
| 185726 -            | 1998 SR140               | 26 settembre 1998 | LINEAR                               |
| 185727 -            | 1998 SN158               | 26 settembre 1998 | LINEAR                               |
| 185728 -            | 1998 UZ3                 | 20 ottobre 1998   | ODAS                                 |
| 185729 -            | 1998 UN25                | 18 ottobre 1998   | Elst, E. W.                          |
| 185730 -            | 1998 UR35                | 28 ottobre 1998   | LINEAR                               |
| 185731 -            | 1998 VO5                 | 8 novembre 1998   | Kagawa, T.                           |
| 185732 -            | 1998 WV11                | 21 novembre 1998  | LINEAR                               |
| 185733 Luigicolzani | 1998 WW30                | 28 novembre 1998  | Cavagna, M., Testa, A.               |
| 185734 -            | 1998 WQ32                | 19 novembre 1998  | LONEOS                               |
| 185735 -            | 1998 XD10                | 7 dicembre 1998   | ODAS                                 |
| 185736 -            | 1998 XA27                | 14 dicembre 1998  | LINEAR                               |
| 185737 -            | 1998 YA17                | 22 dicembre 1998  | Spacewatch                           |
| 185738 -            | 1999 CQ65                | 12 febbraio 1999  | LINEAR                               |
| 185739 -            | 1999 CW80                | 12 febbraio 1999  | LINEAR                               |
| 185740 -            | 1999 CB107               | 12 febbraio 1999  | LINEAR                               |
| 185741 -            | 1999 CA145               | 8 febbraio 1999   | Spacewatch                           |
| 185742 -            | 1999 EE13                | 9 marzo 1999      | Spacewatch                           |
| 185743 -            | 1999 FP74                | 20 marzo 1999     | Sloan Digital Sky Survey             |
| 185744 Hogan        | 1999 FK90                | 21 marzo 1999     | Sloan Digital Sky Survey             |
| 185745 -            | 1999 HM11                | 16 aprile 1999    | CSS                                  |
| 185746 -            | 1999 LO1                 | 7 giugno 1999     | Spacewatch                           |
| 185747 -            | 1999 LZ29                | 10 giugno 1999    | Spacewatch                           |
| 185748 -            | 1999 NX4                 | 15 luglio 1999    | Sposetti, S.                         |
| 185749 -            | 1999 RT53                | 7 settembre 1999  | LINEAR                               |
| 185750 -            | 1999 RT74                | 7 settembre 1999  | LINEAR                               |
| 185751 -            | 1999 RE109               | 8 settembre 1999  | LINEAR                               |
| 185752 -            | 1999 RC165               | 9 settembre 1999  | LINEAR                               |
| 185753 -            | 1999 RM193               | 13 settembre 1999 | Hug, G., Bell, G.                    |
| 185754 -            | 1999 RU233               | 8 settembre 1999  | CSS                                  |
| 185755 -            | 1999 SV                  | 16 settembre 1999 | Spacewatch                           |
| 185756 -            | 1999 TM9                 | 7 ottobre 1999    | Korlević, K., Jurić, M.              |
| 185757 -            | 1999 TK15                | 12 ottobre 1999   | Pravec, P., Kušnirák, P.             |
| 185758 -            | 1999 TE18                | 10 ottobre 1999   | Beijing Schmidt CCD Asteroid Program |
| 185759 -            | 1999 TO43                | 3 ottobre 1999    | Spacewatch                           |
| 185760 -            | 1999 TZ61                | 7 ottobre 1999    | Spacewatch                           |
| 185761 -            | 1999 TN73                | 10 ottobre 1999   | Spacewatch                           |
| 185762 -            | 1999 TP78                | 11 ottobre 1999   | Spacewatch                           |
| 185763 -            | 1999 TK83                | 12 ottobre 1999   | Spacewatch                           |
| 185764 -            | 1999 TL92                | 2 ottobre 1999    | LINEAR                               |
| 185765 -            | 1999 TV106               | 4 ottobre 1999    | LINEAR                               |
| 185766 -            | 1999 TK114               | 4 ottobre 1999    | LINEAR                               |
| 185767 -            | 1999 TF136               | 6 ottobre 1999    | LINEAR                               |
| 185768 -            | 1999 TZ137               | 6 ottobre 1999    | LINEAR                               |
| 185769 -            | 1999 TG164               | 9 ottobre 1999    | LINEAR                               |
| 185770 -            | 1999 TE166               | 10 ottobre 1999   | LINEAR                               |
| 185771 -            | 1999 TT170               | 10 ottobre 1999   | LINEAR                               |
| 185772 -            | 1999 TH176               | 10 ottobre 1999   | LINEAR                               |
| 185773 -            | 1999 TO232               | 5 ottobre 1999    | CSS                                  |
| 185774 -            | 1999 TK236               | 3 ottobre 1999    | CSS                                  |
| 185775 -            | 1999 TE241               | 4 ottobre 1999    | CSS                                  |
| 185776 -            | 1999 TW269               | 3 ottobre 1999    | LINEAR                               |
| 185777 -            | 1999 TY290               | 10 ottobre 1999   | LINEAR                               |
| 185778 -            | 1999 TL291               | 10 ottobre 1999   | LINEAR                               |
| 185779 -            | 1999 UO20                | 31 ottobre 1999   | Spacewatch                           |
| 185780 -            | 1999 UA34                | 31 ottobre 1999   | Spacewatch                           |
| 185781 -            | 1999 US40                | 16 ottobre 1999   | Spacewatch                           |
| 185782 -            | 1999 UG43                | 28 ottobre 1999   | CSS                                  |
| 185783 -            | 1999 UP48                | 30 ottobre 1999   | Spacewatch                           |
| 185784 -            | 1999 UK54                | 19 ottobre 1999   | Spacewatch                           |
| 185785 -            | 1999 VY18                | 2 novembre 1999   | Spacewatch                           |
| 185786 -            | 1999 VU24                | 13 novembre 1999  | Kobayashi, T.                        |
| 185787 -            | 1999 VH32                | 3 novembre 1999   | LINEAR                               |
| 185788 -            | 1999 VL57                | 4 novembre 1999   | LINEAR                               |
| 185789 -            | 1999 VH69                | 4 novembre 1999   | LINEAR                               |
| 185790 -            | 1999 VR70                | 4 novembre 1999   | LINEAR                               |
| 185791 -            | 1999 VT102               | 9 novembre 1999   | LINEAR                               |
| 185792 -            | 1999 VH105               | 9 novembre 1999   | LINEAR                               |
| 185793 -            | 1999 VT117               | 9 novembre 1999   | Spacewatch                           |
| 185794 -            | 1999 VB127               | 9 novembre 1999   | Spacewatch                           |
| 185795 -            | 1999 VJ143               | 14 novembre 1999  | LINEAR                               |
| 185796 -            | 1999 VA151               | 14 novembre 1999  | LINEAR                               |
| 185797 -            | 1999 VL152               | 10 novembre 1999  | Spacewatch                           |
| 185798 -            | 1999 VU155               | 9 novembre 1999   | LINEAR                               |
| 185799 -            | 1999 VW155               | 9 novembre 1999   | LINEAR                               |
| 185800 -            | 1999 VF164               | 14 novembre 1999  | LINEAR                               |

## 185801-185900
| Nome     | Designazione provvisoria | Data di scoperta  | Scopritore   |
| -------- | ------------------------ | ----------------- | ------------ |
| 185801 - | 1999 VV164               | 14 novembre 1999  | LINEAR       |
| 185802 - | 1999 VA166               | 14 novembre 1999  | LINEAR       |
| 185803 - | 1999 VX174               | 4 novembre 1999   | Spacewatch   |
| 185804 - | 1999 VR175               | 11 novembre 1999  | Spacewatch   |
| 185805 - | 1999 VS195               | 3 novembre 1999   | CSS          |
| 185806 - | 1999 VF197               | 2 novembre 1999   | CSS          |
| 185807 - | 1999 VL206               | 9 novembre 1999   | CSS          |
| 185808 - | 1999 VF213               | 12 novembre 1999  | LINEAR       |
| 185809 - | 1999 VU218               | 3 novembre 1999   | Spacewatch   |
| 185810 - | 1999 VH220               | 3 novembre 1999   | Spacewatch   |
| 185811 - | 1999 VA230               | 9 novembre 1999   | CSS          |
| 185812 - | 1999 XJ5                 | 4 dicembre 1999   | CSS          |
| 185813 - | 1999 XX60                | 7 dicembre 1999   | LINEAR       |
| 185814 - | 1999 XH62                | 7 dicembre 1999   | LINEAR       |
| 185815 - | 1999 XH139               | 2 dicembre 1999   | Spacewatch   |
| 185816 - | 1999 XD146               | 7 dicembre 1999   | Spacewatch   |
| 185817 - | 1999 XP197               | 12 dicembre 1999  | LINEAR       |
| 185818 - | 1999 XY216               | 13 dicembre 1999  | Spacewatch   |
| 185819 - | 1999 XU221               | 15 dicembre 1999  | LINEAR       |
| 185820 - | 1999 XW255               | 5 dicembre 1999   | Spacewatch   |
| 185821 - | 1999 YL15                | 31 dicembre 1999  | Spacewatch   |
| 185822 - | 2000 AU4                 | 3 gennaio 2000    | Everstar     |
| 185823 - | 2000 AA28                | 3 gennaio 2000    | LINEAR       |
| 185824 - | 2000 AW37                | 3 gennaio 2000    | LINEAR       |
| 185825 - | 2000 AN86                | 5 gennaio 2000    | LINEAR       |
| 185826 - | 2000 AO104               | 5 gennaio 2000    | LINEAR       |
| 185827 - | 2000 AA134               | 4 gennaio 2000    | LINEAR       |
| 185828 - | 2000 AW153               | 2 gennaio 2000    | LINEAR       |
| 185829 - | 2000 AZ170               | 7 gennaio 2000    | LINEAR       |
| 185830 - | 2000 AB181               | 7 gennaio 2000    | LINEAR       |
| 185831 - | 2000 AO219               | 8 gennaio 2000    | Spacewatch   |
| 185832 - | 2000 AS220               | 8 gennaio 2000    | Spacewatch   |
| 185833 - | 2000 AL221               | 8 gennaio 2000    | Spacewatch   |
| 185834 - | 2000 BO12                | 28 gennaio 2000   | Spacewatch   |
| 185835 - | 2000 BT25                | 30 gennaio 2000   | LINEAR       |
| 185836 - | 2000 BE35                | 30 gennaio 2000   | LINEAR       |
| 185837 - | 2000 BH37                | 26 gennaio 2000   | Spacewatch   |
| 185838 - | 2000 CB11                | 2 febbraio 2000   | LINEAR       |
| 185839 - | 2000 CF68                | 1 febbraio 2000   | Spacewatch   |
| 185840 - | 2000 CX75                | 8 febbraio 2000   | LINEAR       |
| 185841 - | 2000 CJ81                | 4 febbraio 2000   | LINEAR       |
| 185842 - | 2000 CH98                | 7 febbraio 2000   | Spacewatch   |
| 185843 - | 2000 CW113               | 12 febbraio 2000  | Spacewatch   |
| 185844 - | 2000 CY136               | 3 febbraio 2000   | Spacewatch   |
| 185845 - | 2000 DT4                 | 28 febbraio 2000  | LINEAR       |
| 185846 - | 2000 DB30                | 29 febbraio 2000  | LINEAR       |
| 185847 - | 2000 DG48                | 29 febbraio 2000  | LINEAR       |
| 185848 - | 2000 DQ50                | 29 febbraio 2000  | LINEAR       |
| 185849 - | 2000 DK66                | 29 febbraio 2000  | LINEAR       |
| 185850 - | 2000 DZ85                | 29 febbraio 2000  | LINEAR       |
| 185851 - | 2000 DP107               | 29 febbraio 2000  | LINEAR       |
| 185852 - | 2000 EV1                 | 3 marzo 2000      | LINEAR       |
| 185853 - | 2000 ER70                | 4 marzo 2000      | LINEAR       |
| 185854 - | 2000 EU106               | 9 marzo 2000      | LINEAR       |
| 185855 - | 2000 EX114               | 10 marzo 2000     | Spacewatch   |
| 185856 - | 2000 ER129               | 11 marzo 2000     | LONEOS       |
| 185857 - | 2000 EZ168               | 4 marzo 2000      | LINEAR       |
| 185858 - | 2000 GB                  | 1 aprile 2000     | Spacewatch   |
| 185859 - | 2000 GH26                | 5 aprile 2000     | LINEAR       |
| 185860 - | 2000 GT29                | 5 aprile 2000     | LINEAR       |
| 185861 - | 2000 GU150               | 5 aprile 2000     | LINEAR       |
| 185862 - | 2000 GO163               | 10 aprile 2000    | NEAT         |
| 185863 - | 2000 GK169               | 2 aprile 2000     | LONEOS       |
| 185864 - | 2000 HJ9                 | 27 aprile 2000    | LINEAR       |
| 185865 - | 2000 HG39                | 29 aprile 2000    | Spacewatch   |
| 185866 - | 2000 HL92                | 29 aprile 2000    | LONEOS       |
| 185867 - | 2000 HL95                | 28 aprile 2000    | Spacewatch   |
| 185868 - | 2000 JG3                 | 3 maggio 2000     | LINEAR       |
| 185869 - | 2000 JL8                 | 5 maggio 2000     | Spacewatch   |
| 185870 - | 2000 JL10                | 7 maggio 2000     | LINEAR       |
| 185871 - | 2000 JY27                | 7 maggio 2000     | LINEAR       |
| 185872 - | 2000 KZ                  | 24 maggio 2000    | Spacewatch   |
| 185873 - | 2000 KH3                 | 26 maggio 2000    | LINEAR       |
| 185874 - | 2000 KW4                 | 27 maggio 2000    | LINEAR       |
| 185875 - | 2000 LR23                | 7 giugno 2000     | LINEAR       |
| 185876 - | 2000 NF18                | 5 luglio 2000     | LONEOS       |
| 185877 - | 2000 OB8                 | 30 luglio 2000    | LINEAR       |
| 185878 - | 2000 OD22                | 30 luglio 2000    | LINEAR       |
| 185879 - | 2000 OP38                | 30 luglio 2000    | LINEAR       |
| 185880 - | 2000 OQ41                | 30 luglio 2000    | LINEAR       |
| 185881 - | 2000 OQ44                | 30 luglio 2000    | LINEAR       |
| 185882 - | 2000 QC15                | 24 agosto 2000    | LINEAR       |
| 185883 - | 2000 QC43                | 24 agosto 2000    | LINEAR       |
| 185884 - | 2000 QX48                | 24 agosto 2000    | LINEAR       |
| 185885 - | 2000 QN62                | 28 agosto 2000    | LINEAR       |
| 185886 - | 2000 QW156               | 31 agosto 2000    | LINEAR       |
| 185887 - | 2000 QR158               | 31 agosto 2000    | LINEAR       |
| 185888 - | 2000 QD176               | 31 agosto 2000    | LINEAR       |
| 185889 - | 2000 QK192               | 26 agosto 2000    | LINEAR       |
| 185890 - | 2000 QY208               | 31 agosto 2000    | LINEAR       |
| 185891 - | 2000 QP224               | 26 agosto 2000    | NEAT         |
| 185892 - | 2000 QT229               | 31 agosto 2000    | LINEAR       |
| 185893 - | 2000 QE232               | 30 agosto 2000    | Spacewatch   |
| 185894 - | 2000 QF232               | 30 agosto 2000    | Spacewatch   |
| 185895 - | 2000 RC1                 | 1 settembre 2000  | LINEAR       |
| 185896 - | 2000 RD13                | 1 settembre 2000  | LINEAR       |
| 185897 - | 2000 RS16                | 1 settembre 2000  | LINEAR       |
| 185898 - | 2000 RE48                | 3 settembre 2000  | LINEAR       |
| 185899 - | 2000 RC80                | 1 settembre 2000  | LINEAR       |
| 185900 - | 2000 SV1                 | 19 settembre 2000 | Comba, P. G. |

## 185901-186000
| Nome     | Designazione provvisoria | Data di scoperta  | Scopritore               |
| -------- | ------------------------ | ----------------- | ------------------------ |
| 185901 - | 2000 SU10                | 24 settembre 2000 | Comba, P. G.             |
| 185902 - | 2000 SH34                | 24 settembre 2000 | LINEAR                   |
| 185903 - | 2000 SH61                | 24 settembre 2000 | LINEAR                   |
| 185904 - | 2000 SP71                | 24 settembre 2000 | LINEAR                   |
| 185905 - | 2000 SM90                | 22 settembre 2000 | LINEAR                   |
| 185906 - | 2000 SF94                | 23 settembre 2000 | LINEAR                   |
| 185907 - | 2000 SZ97                | 23 settembre 2000 | LINEAR                   |
| 185908 - | 2000 SZ117               | 24 settembre 2000 | LINEAR                   |
| 185909 - | 2000 SG129               | 26 settembre 2000 | LINEAR                   |
| 185910 - | 2000 SR181               | 19 settembre 2000 | NEAT                     |
| 185911 - | 2000 SC183               | 20 settembre 2000 | Spacewatch               |
| 185912 - | 2000 SN183               | 20 settembre 2000 | NEAT                     |
| 185913 - | 2000 SS197               | 24 settembre 2000 | LINEAR                   |
| 185914 - | 2000 SJ203               | 24 settembre 2000 | LINEAR                   |
| 185915 - | 2000 ST210               | 25 settembre 2000 | LINEAR                   |
| 185916 - | 2000 SO262               | 25 settembre 2000 | LINEAR                   |
| 185917 - | 2000 SO266               | 26 settembre 2000 | LINEAR                   |
| 185918 - | 2000 SE277               | 30 settembre 2000 | LINEAR                   |
| 185919 - | 2000 SM284               | 23 settembre 2000 | LINEAR                   |
| 185920 - | 2000 SS288               | 27 settembre 2000 | LINEAR                   |
| 185921 - | 2000 SN298               | 28 settembre 2000 | LINEAR                   |
| 185922 - | 2000 SR322               | 28 settembre 2000 | Spacewatch               |
| 185923 - | 2000 SG325               | 29 settembre 2000 | Spacewatch               |
| 185924 - | 2000 SX344               | 20 settembre 2000 | LINEAR                   |
| 185925 - | 2000 TN11                | 1 ottobre 2000    | LINEAR                   |
| 185926 - | 2000 TE41                | 1 ottobre 2000    | LONEOS                   |
| 185927 - | 2000 TU41                | 1 ottobre 2000    | LINEAR                   |
| 185928 - | 2000 TJ43                | 1 ottobre 2000    | LINEAR                   |
| 185929 - | 2000 TH59                | 2 ottobre 2000    | LONEOS                   |
| 185930 - | 2000 TL67                | 2 ottobre 2000    | LINEAR                   |
| 185931 - | 2000 UK27                | 24 ottobre 2000   | LINEAR                   |
| 185932 - | 2000 UL49                | 24 ottobre 2000   | LINEAR                   |
| 185933 - | 2000 UV59                | 25 ottobre 2000   | LINEAR                   |
| 185934 - | 2000 UO82                | 29 ottobre 2000   | LINEAR                   |
| 185935 - | 2000 UK108               | 30 ottobre 2000   | LINEAR                   |
| 185936 - | 2000 VJ7                 | 1 novembre 2000   | LINEAR                   |
| 185937 - | 2000 WM16                | 21 novembre 2000  | LINEAR                   |
| 185938 - | 2000 WF31                | 20 novembre 2000  | LINEAR                   |
| 185939 - | 2000 WA43                | 21 novembre 2000  | LINEAR                   |
| 185940 - | 2000 WU142               | 20 novembre 2000  | LONEOS                   |
| 185941 - | 2000 WD148               | 28 novembre 2000  | Spacewatch               |
| 185942 - | 2000 YO82                | 30 dicembre 2000  | LINEAR                   |
| 185943 - | 2000 YB98                | 30 dicembre 2000  | LINEAR                   |
| 185944 - | 2000 YA122               | 23 dicembre 2000  | LINEAR                   |
| 185945 - | 2000 YD131               | 30 dicembre 2000  | LINEAR                   |
| 185946 - | 2001 AT35                | 5 gennaio 2001    | LINEAR                   |
| 185947 - | 2001 BU17                | 19 gennaio 2001   | LINEAR                   |
| 185948 - | 2001 BE39                | 19 gennaio 2001   | Spacewatch               |
| 185949 - | 2001 BN68                | 31 gennaio 2001   | LINEAR                   |
| 185950 - | 2001 CH7                 | 1 febbraio 2001   | LINEAR                   |
| 185951 - | 2001 DE8                 | 16 febbraio 2001  | Spacewatch               |
| 185952 - | 2001 DJ33                | 17 febbraio 2001  | LINEAR                   |
| 185953 - | 2001 DE42                | 19 febbraio 2001  | LINEAR                   |
| 185954 - | 2001 DK44                | 19 febbraio 2001  | LINEAR                   |
| 185955 - | 2001 DX55                | 16 febbraio 2001  | Spacewatch               |
| 185956 - | 2001 DN66                | 19 febbraio 2001  | LINEAR                   |
| 185957 - | 2001 DH67                | 19 febbraio 2001  | LINEAR                   |
| 185958 - | 2001 EB19                | 14 marzo 2001     | Spacewatch               |
| 185959 - | 2001 FL7                 | 19 marzo 2001     | Spacewatch               |
| 185960 - | 2001 FW70                | 19 marzo 2001     | LINEAR                   |
| 185961 - | 2001 FQ74                | 19 marzo 2001     | LINEAR                   |
| 185962 - | 2001 FH75                | 19 marzo 2001     | LINEAR                   |
| 185963 - | 2001 FO102               | 17 marzo 2001     | Spacewatch               |
| 185964 - | 2001 FS125               | 24 marzo 2001     | Spacewatch               |
| 185965 - | 2001 FK142               | 23 marzo 2001     | LONEOS                   |
| 185966 - | 2001 HC13                | 18 aprile 2001    | LINEAR                   |
| 185967 - | 2001 HR15                | 22 aprile 2001    | LINEAR                   |
| 185968 - | 2001 HT51                | 23 aprile 2001    | LINEAR                   |
| 185969 - | 2001 HG63                | 26 aprile 2001    | LONEOS                   |
| 185970 - | 2001 HP66                | 24 aprile 2001    | NEAT                     |
| 185971 - | 2001 JX7                 | 15 maggio 2001    | LONEOS                   |
| 185972 - | 2001 KL8                 | 18 maggio 2001    | LINEAR                   |
| 185973 - | 2001 KH21                | 22 maggio 2001    | LINEAR                   |
| 185974 - | 2001 KP22                | 17 maggio 2001    | LINEAR                   |
| 185975 - | 2001 KE40                | 22 maggio 2001    | LINEAR                   |
| 185976 - | 2001 KY41                | 24 maggio 2001    | Kušnirák, P., Pravec, P. |
| 185977 - | 2001 MU7                 | 23 giugno 2001    | Eskridge                 |
| 185978 - | 2001 MO9                 | 21 giugno 2001    | NEAT                     |
| 185979 - | 2001 MO16                | 27 giugno 2001    | NEAT                     |
| 185980 - | 2001 MC25                | 16 giugno 2001    | NEAT                     |
| 185981 - | 2001 MN30                | 30 giugno 2001    | NEAT                     |
| 185982 - | 2001 NW                  | 12 luglio 2001    | NEAT                     |
| 185983 - | 2001 NT1                 | 10 luglio 2001    | NEAT                     |
| 185984 - | 2001 NP3                 | 13 luglio 2001    | NEAT                     |
| 185985 - | 2001 NG10                | 14 luglio 2001    | NEAT                     |
| 185986 - | 2001 NA11                | 14 luglio 2001    | NEAT                     |
| 185987 - | 2001 OD1                 | 17 luglio 2001    | NEAT                     |
| 185988 - | 2001 OL4                 | 19 luglio 2001    | NEAT                     |
| 185989 - | 2001 OR4                 | 19 luglio 2001    | NEAT                     |
| 185990 - | 2001 OS12                | 21 luglio 2001    | Boattini, A., Tesi, L.   |
| 185991 - | 2001 OV19                | 19 luglio 2001    | NEAT                     |
| 185992 - | 2001 OA32                | 23 luglio 2001    | NEAT                     |
| 185993 - | 2001 OB76                | 28 luglio 2001    | NEAT                     |
| 185994 - | 2001 OB77                | 25 luglio 2001    | NEAT                     |
| 185995 - | 2001 PT1                 | 8 agosto 2001     | NEAT                     |
| 185996 - | 2001 PR32                | 10 agosto 2001    | NEAT                     |
| 185997 - | 2001 PE35                | 10 agosto 2001    | NEAT                     |
| 185998 - | 2001 PM46                | 12 agosto 2001    | NEAT                     |
| 185999 - | 2001 PX62                | 13 agosto 2001    | NEAT                     |
| 186000 - | 2001 QC7                 | 16 agosto 2001    | LINEAR                   |